# 泡囊草
泡囊草（学名：Physochlaina physaloides）为茄科泡囊草属下的一个种。

## 扩展阅读
- 維基物種上的相關：泡囊草